# Suomen virallinen lista
Suomen virallinen lista je národní hitparáda Finska sestavovaná Musiikkituottajat - IFPI Finland. V současnosti jsou následující týdenní žebříčky skládané a publikované organizací Musiikkituottajat podle prodejů a streamování:
- Albums (Top 50) (Suomen virallinen albumilista, the Official Finnish Albums Chart)[2]
- Singles (Top 20) (Suomen virallinen singlelista, the Official Finnish Singles Chart)[2]
- Mid-priced albums (Top 10)[2]
- Music DVDs (Top 10)[2]